# Età del consenso in Asia
L'età del consenso per l'attività sessuale varia da paese a paese in Asia, dai 9 ai 21 anni; anche la specifica pratica sessuale in cui ci si impegni o il genere dei partecipanti (per le donne e per gli uomini) possono esser determinati da disposizioni legali specifiche.
L'età indicata è quella minima a cui un individuo può impegnarsi in rapporti sessuali con qualcuno di età superiore o eguale.
Altre variabili possono esistere nei riguardi delle relazioni omosessuali.

## Asia centrale
- Afghanistan

Qualsiasi attività sessuale al di fuori del matrimonio in Afghanistan risulta essere illegale; l'età minima per poter contrarre matrimonio è 18 anni per gli uomini e 16 per le donne.
- Kazakistan

In Kazakistan l'età del consenso sessuale è posta a 16 anni: qualsiasi tipo di rapporto sessuale, inclusa la sodomia, il lesbismo o altro atto di natura sessuale compiuti con una persona minore di 16 anni, viene punito con una pena variabile da 6 mesi a 5 anni.
- Kirghizistan

In Kirghizistan l'età minima del consenso sessuale è 16 anni.
- Tagikistan

- Turkmenistan

In Turkmenistan l'età del consenso per poter intrattenere liberamente rapporti sessuali è posta a 16 anni.
- Uzbekistan

## Asia orientale
- Cina

Nella Repubblica popolare cinese l'età del consenso per poter svolgere attività sessuale è fissata a 14 anni, indipendentemente dal sesso e dall'orientamento sessuale assunto.
- Hong Kong

- Macao

- Corea del Nord

In Corea del Nord l'età del consenso sessuale viene fissato a 15 anni.
- Corea del Sud

In passato il consenso iniziava dai 13 anni. Come detto nella sezione 305 del codice penale. Nel 2020 l'età del consenso è passata dai 13 ai 16 anni.
- Giappone

L'età del consenso in Giappone è a livello nazionale posta a 13 anni, come specificato dagli artt. 176-77 del codice penale; tuttavia alcune prefetture hanno emanato specifiche ordinanze che vietano l'attività sessuale con minori di 18 anni.
L'art. 177 recita: Una persona che ha un rapporto sessuale con un individuo di sesso femminile minore di 13 anni d'età commette reato di stupro ed è punito con la reclusione e il lavoro duro per un periodo limitato di non meno di due anni.
L'art. 176 dice: Una persona che commette un atto indecente su un individuo di sesso maschile o femminile minore di 13 anni di età viene punito con la reclusione al lavoro duro per un periodo limitato di non meno di sei mesi.
- Mongolia

In Mongolia l'età del consenso sessuale è posta a 16 anni, per entrambi i sessi e indipendentemente dal loro orientamento sessuale.
L'art 110 recita: Il rapporto sessuale con una persona di età inferiore ai 16 anni è reato e punito con la reclusione e il lavoro correzionale per un periodo che va da 1 anno e 6 mesi a 3 anni.
- Taiwan

A Taiwan l'età del consenso è posta a 16 anni per tutti, senza distinzione di sesso. Per chi compie un atto sessuale con minori di 16 anni, se il colpevole non ha più di 19 anni è perseguibile solamente dietro querela.

## Asia meridionale
- Bangladesh

In Bangladesh l'età del consenso è posta a 14 anni.
- Bhutan

In Bhutan l'età del consenso per poter intrattenere liberamente rapporti sessuali è 18 anni.
- India

- Iran

In Iran qualsiasi forma di sessualità al di fuori dal matrimonio, indipendentemente dall'età di chi la compia, è illegale. L'età minima per contrarre matrimonio è 15 anni per i maschi e 13 per le femmine; i modi per aggirare tali norme includono anche i cosiddetti "matrimoni temporanei" detti Mut'a.
- Maldive

Nelle Isole Maldive qualsiasi attività sessuale al di fuori dal matrimonio è considerata un reato; l'età minima per poter contrarre matrimonio è 18 anni sia per i maschi sia per le femmine.
- Nepal

In Nepal l'età del consenso sessuale è posta a 16 anni.
- Pakistan

L'età minima legale per contrarre il matrimonio in Pakistan è 18 anni per i maschi e 16 per le femmine.
- Sri Lanka

## Sud-est asiatico
- Birmania

La Birmania (Myanmar) ha adottato nel 1860 il codice penale vigente nell'allora India britannica, che fissa l'età del consenso a 14 anni. Viene considerato stupro qualsiasi rapporto sessuale forzato o con consenso ottenuto con minacce.
- Brunei

In Brunei l'età del consenso è 16 anni: qualsiasi persona che ha o cerca di avere conoscenza carnale con una ragazza di età inferiore ai 16 anni, salvo per mezzo di matrimonio, commette un reato e pertanto può essere condannato da 2 a 7 anni di carcere e 24 colpi di rattan (vedi Caning), 12 nel caso il colpevole sia un delinquente giovanile.
- Cambogia

In Cambogia l'età del consenso è fissata a 15 anni; qualsiasi rapporto sessuale con minori di quest'età, anche se consensuale e non mercenario, è considerato criminoso e pertanto perseguibile a norma di legge. Questo è il principale strumento giuridico utilizzato contro gli stranieri che praticano il turismo sessuale minorile all'interno del paese.
L'art. 8 recita: Qualsiasi persona che commetta atti di depravazione che vengano a coinvolgere un minore di 15 anni, anche se vi è il consenso del minore in questione, è punito da 10 a 20 anni di carcere.
- Filippine

- Indonesia

In Indonesia l'età del consenso è posta a 19 anni per i maschi e 16 per le femmine, questo per i rapporti eterosessuali; l'età del consenso per gli omosessuali è invece 18 anni. Nel 2002 il governo ha dato alla provincia di Aceh il diritto di introdurre la Shari'a ovvero la legge islamica, anche se solamente per i residenti di religione musulmana.
La Shari'a non dà alcuna restrizione per il matrimonio, mentre indica a 9 anni l'età minima per la consumazione, sull'esempio del profeta Maometto: l'omosessualità qui è criminalizzata.
- Laos

In Laos l'età del consenso è 15 anni: un individuo che ha rapporti sessuali con una ragazza o con un ragazzo minori di 15 anni sarà imprigionato da 1 a 5 anni, oltre a pagare una salatissima multa.
- Malaysia

In Malaysia l'età del consenso è posta a 16 anni, per entrambi i sessi.
- Singapore

L'età del consenso a Singapore è posta a 16 anni per l'attività sessuale tra persone di sesso opposto. La sezione 140 del codice penale recita: ogni persona che intrattenga una relazione carnale con ragazze di età inferiore ai 16 anni, salvo che per via matrimoniale, è colpevole di un reato.
La sezione 377A, sugli oltraggi alla decenza, invece afferma che "qualsiasi persona di sesso maschile che commetta, in pubblico o in privato, atti osceni (compresa masturbazione reciproca e il sesso orale) con un'altra persona di sesso maschile viene punito con la reclusione fino a 2 anni
- Thailandia

- Timor Est

- Vietnam

## Asia occidentale
- Arabia Saudita

Qualsiasi tipo di attività sessuale al di fuori del matrimonio in Arabia Saudita è illegale, mentre non vi è alcuna restrizione d'età per il matrimonio. Nel 2008 un tribunale respinse una richiesta di annullare un matrimonio celebrato tra un uomo di 58 anni e una bambina di 8.
- Armenia

In Armenia l'età del consenso è posta a 16 anni: qualsiasi atto sessuale compiuto con un minore di 16 anni è punito con la reclusione fino a 2 anni.
- Azerbaigian

In Azerbaigian l'età del consenso viene posta a 16 anni: il rapporto sessuale con una persona di età inferiore a 16 anni, così come lo stesso reato connesso con la soddisfazione di passioni sessuali in forme perverse deve essere punito con la reclusione fino a 3 anni.
- Bahrein

In Bahrein l'età del consenso è a 21 anni.
- Emirati Arabi Uniti

- Giordania

In Giordania l'età del consenso è posta a 18 anni per gli atti sessuali compiuti al di fuori del matrimonio; l'età minima per il matrimonio per le femmine è invece 15 anni.
- Iraq

In Iraq l'età del consenso è posta a 18 anni: "qualsiasi persona aggredisca sessualmente un ragazzo o una ragazza di età inferiore ai 18 anni, anche senza uso di forza o minacce, è punibile con la detenzione. Qualsiasi persona intrattenga un rapporto sessuale con un parente fino alla 3ª generazione di età inferiore ai 15 anni, anche se con il suo consenso (e che comporti la gravidanza o la perdita della verginità), è un reato che può portare alla pena di morte"..
- Israele

In Israele, secondo il codice penale redatto nel 1977, l'età del consenso è 16 anni per ogni forma di rapporti sessuali che includano la penetrazione, altrimenti 14. Un caso particolare si verifica quando una persona di età compresa tra i 14 o i 15 anni ha avuto rapporti sessuali con un partner più vecchio, in questo caso il partner più anziano sarebbe esente da responsabilità penale qualora siano soddisfatte tre condizioni: la differenza di età tra i partner è inferiore a tre anni, il/la partner più giovane ha dato il consenso e l'atto è stato fatto in "regolari relazioni amichevoli" e senza alcun abuso di potere.
- Kuwait

In Kuwait qualsiasi tipo di attività sessuale al di fuori del matrimonio è proibita e pertanto illegale; l'età minima per poter contrarre matrimonio è 17 anni per i maschi e 15 per le femmine.
- Libano

In Libano l'età del consenso è fissata a 18 anni, sia per i maschi sia per le femmine; se i partner sono sposati tra loro questa scende a 15.
La sodomia è punibile con la reclusione fino a un anno, mentre l'omosessualità è totalmente illegale.
- Oman

In Oman qualsiasi attività sessuale compiuta al di fuori dal matrimonio è da considerarsi illegale; l'età minima per poter contrarre matrimonio è 18 anni sia per i maschi sia per le femmine.
- Qatar

Qualsiasi tipo di attività sessuale al di fuori del matrimonio è illegale; non vi è invece alcun limite di età per il matrimonio, ma vi dev'essere il consenso dei genitori.
- Siria

L'età del consenso in Siria è posta a 15 anni.
- Yemen

Ogni attività sessuale al di fuori del matrimonio è illegale e perciò non esiste una vera e propria età del consenso, come non esiste un'età minima per sposarsi, però rimane illegale per le bambine sotto i 9 anni avere rapporti sessuali,anche se sotto matrimonio.